# Ansu Fati
Anssumane „Ansu” Fati Vieira (n. 31 octombrie 2002, Bissau, Guineea-Bissau) este un fotbalist spaniol și guineobissauan, care joacă pe post de mijlocaș lateral sau atacant la Barcelona în La Liga. Pe plan internațional, are prezențe la națională pentru Spania.

## Carieră

### Barcelona
Pe 24 iulie 2019, Fati a semnat primul său contract profesional cu Barcelona, acceptând un acord până în 2022. Pe 25 august, înainte de a apărea chiar cu rezervele, Fati a debutat cu prima echipă și în Liga. A intrat ca înlocuitor al golgheterului Carles Pérez într-o victorie cu 5-2 pe teren propriu împotriva lui Real Betis. La vârstă de 16 ani și 298 de zile, a devenit al doilea cel mai tânăr jucător care a debutat la club, cu doar 18 zile mai în vârstă decât Vicenç Martínez în 1941.
Pe 5 august 2021, Ansu Fati s-a întors la antrenamente pe terenul de la Ciutat Esportiva, după o accidentare ce l-a ținut departe de terenuri nouă luni. Fati a primit tricoul numărul 10, purtat anterior de ultimul căpitan Lionel Messi.